# US Ausonia La Spezia
Ausonia La Spezia (wł. Unione Sportiva Ausonia La Spezia) – włoski klub piłkarski, mający siedzibę w mieście La Spezia, w północno-zachodniej części kraju, działający w latach 1919–1987.

## Historia
Chronologia nazw:
- 1919: Unione Sportiva Ausonia La Spezia
- 1950: OTO Ausonia La Spezia – po fuzji z OTO Spezia
- 1951: klub rozwiązano
- 1963: Unione Sportiva Ausonia Brin
- 1987: klub rozwiązano

Klub sportowy US Ausonia La Spezia został założony w miejscowości La Spezia w 1919 roku. Początkowo zespół rozgrywał jedynie mecze towarzyskie oraz brał udział w rozgrywkach lokalnych.
Po zakończeniu II wojny światowej, klub wznowił działalność w 1945 roku i został zakwalifikowany do Serie B-C Alta Italia. W sezonie 1945/46 zajął 11.miejsce w grupie A i spadł do Serie C. W 1947 roku został zdegradowany do Prima Divisione ligure. W 1948 roku w wyniku reorganizacji systemu lig poziom Prima Divisione został obniżony do piątego stopnia. Po zakończeniu sezonu 1949/50 połączył się z klubem OTO Spezia, który występował w Promozione ligure, po czym zmienił nazwę na OTO Ausonia La Spezia. Sezon 1950/51 zakończył na 19.miejscu w grupie F Promozione ligure, ale potem klub zrezygnował z dalszych występów i został rozwiązany.
W 1963 roku klub został reaktywowany i z nazwą US Ausonia Brin startował w rozgrywkach Terza Categoria spezzina (D7). W 1965 roku awansował do Seconda Categoria ligure. W 1968 roku w wyniku reformy mistrzostw regionalnych zespół otrzymał promocję do Prima Categoria ligure. W 1973 został zdegradowany do Seconda Categoria ligure, a w 1975 wrócił do Prima Categoria ligure. Przed rozpoczęciem sezonu 1978/79 Serie C została podzielona na dwie dywizje: Serie C1 i Serie C2, a poziom Prima Categoria został obniżony do siódmego stopnia. W 1980 został promowany do Promozione ligure. W 1983 roku został zdegradowany do Prima Categoria ligure, a w 1984 do Seconda Categoria ligure. W 1986 wrócił do Prima Categoria ligure. Po zakończeniu sezonu 1986/87, w którym zajął 16.miejsce w grupie D Prima Categoria ligure, klub został zdegradowany do Seconda Categoria, ale zrezygnował z mistrzostw, po czym został rozwiązany.

## Barwy klubowe, strój
|  |  |

Klub ma barwy biało-czarne.

## Sukcesy

### Trofea międzynarodowe
Nie uczestniczył w rozgrywkach europejskich (stan na 31-05-2020).

### Trofea krajowe
| \| \| Zdobyte trofea w rozgrywkach Włoch (stan na: 31-08-2020) \| |                                                          |      |             |
| Rozgrywki                                                         | Osiągnięcie                                              | Razy | Sezon(y)    |
| · Mistrzostwo                                                     | I miejsce                                                | 0    |             |
| · Mistrzostwo                                                     | II miejsce                                               | 0    |             |
| · Mistrzostwo                                                     | III miejsce                                              | 0    |             |
| · Puchar                                                          | zdobywca                                                 | 0    |             |
| · Puchar                                                          | finalista                                                | 0    |             |
| II liga                                                           | I miejsce                                                | 0    |             |
| II liga                                                           | II miejsce                                               | 0    |             |
| II liga                                                           | III miejsce                                              | 0    |             |
| II liga                                                           | 11.miejsce                                               | 1    | 1945/46 (A) |
| Włochy                                                            | Zdobyte trofea w rozgrywkach Włoch (stan na: 31-08-2020) |      |             |

- Serie C (D3):
  - 18.miejsce (1x): 1946/47 (A)

## Struktura klubu

### Stadion
Klub piłkarski rozgrywał swoje mecze domowe na Stadio Alberto Picco w mieście La Spezia o pojemności 10 336 widzów.

### Derby
- Spezia Calcio
- US Sestri Levante